# آرايوديلفيس
آرايوديلفيس (بالإنجليزية: Araeodelphis)‏ هو جنس من الدلافين النهرية المنقرضة من العصر الميوسيني المبكر على الساحل الشرقي للولايات المتحدة.

## الحفريات
تُعرف بقايا آرايوديلفيس من عصر الميوسيني المبكر البروديغالي، وتحديدًا من عضو بلوم بوينت في تكوين كالفرت في ماريلاند.

## علم النشوء
تحليل التصنيف الشجري الذي أجراه غودفري وزملاؤه (2017) يُظهر أن آرايوديلفيس يُعتبر أساسياً للدلافين النهرية في جنوب آسيا، ضمن تحت العائلة بلاطينستيد، المعروفة باسم بوماتوديلفيناي.